# Đội tuyển Davis Cup Yemen
Đội tuyển Davis Cup Yemen đại diện Yemen ở giải đấu quần vợt Davis Cup và được quản lý bởi Liên đoàn Quần vợt Yemen.

## Lịch sử
Yemen lần đầu tiên tham gia Davis Cup vào năm 2009 ở khu vực châu Á/Thái Bình Dương. Đội về đích thứ 4 trong 5 đội ở Nhóm IV sau khi Iraq rút lui và xếp thứ 5. Năm 2010, đội về đích cuối cùng trong 5 đội ở Nhóm IV khu vực châu Á/Thái Bình Dương. Yemen chưa thi đấu lại ở Davis Cup từ năm 2010.